# 扇田昭彦
扇田 昭彦（せんだ あきひこ、1940年6月26日 - 2015年5月22日）は、演劇評論家、元朝日新聞記者。

## 人物・来歴
東京生まれ。東京大学文学部西洋史学科卒業。1964年に朝日新聞に入社。1968年より学芸部に配属され、長く演劇記者として活動した。1960年代以降の小劇場運動を高く評価し、積極的に紹介し続けた。1989年に『現代演劇の航海』で芸術選奨新人賞受賞。1997年以降、NHK衛星第二放送の深夜番組「80年代演劇大全集」「20世紀演劇カーテンコール」「新世紀演劇パレード」で長く司会を務めた。2003 - 2006年までAICT国際演劇評論家協会日本センター会長。静岡文化芸術大学文化政策学部特任教授。
息子に俳優・演出家の扇田拓也。
2015年5月22日、悪性リンパ腫のため死去。74歳没。送る会には串田和美や野田秀樹をはじめ600人が列席した。

## 著書
- 『開かれた劇場』晶文社 1976
- 『劇的ルネッサンス 現代演劇は語る』（編）リブロポート 1983
- 『世界は喜劇に傾斜する』沖積舎 1985
- 『現代演劇の航海』リブロポート 1988
- 『ビバ!ミュージカル!』朝日新聞社 1994
- 『日本の現代演劇』岩波新書 1995
- 『ミュージカルの時代 魅惑の舞台を解き明かす』キネマ旬報社（キネ旬ムック）2000
- 『劇談 現代演劇の潮流』小学館 2001
- 『舞台は語る 現代演劇とミュージカルの見方』集英社新書 2002
- 『才能の森 現代演劇の創り手たち』朝日選書 2005
- 『唐十郎の劇世界』右文書院 2007
- 『蜷川幸雄の劇世界』朝日新聞出版 2010

共編
- 『プロデュース! パルコ劇場30周年記念の本』長谷部浩、パルコ劇場共編 パルコエンタテインメント事業局 2003